# Diclidophora morrhuae
Diclidophora morrhuae är en plattmaskart som först beskrevs av van Beneden och Hesse 1863.  Diclidophora morrhuae ingår i släktet Diclidophora, och familjen Diclidophoridae. Arten är reproducerande i Sverige.